# Cantonul Allauch
Cantonul Allauch este un canton din arondismentul Marseille, departamentul Bouches-du-Rhône, regiunea Provence-Alpes-Côte d'Azur, Franța.

## Comune
- Allauch (reședință)
- Plan-de-Cuques